# ArcelorMittal Poland Oddział w Krakowie
ArcelorMittal Poland Oddział w Krakowie (dawniej Kombinat Metalurgiczny Huta im. Lenina, Huta im. T. Sendzimira) – zakład przemysłowy w Krakowie, w dzielnicy Nowa Huta. Huta była jednym z największych producentów stali w Polsce.

## Historia
W 1947 r. prezydium rządu powołało komisję do budowy huty. W 1949 r. powstało Przedsiębiorstwo Państwowe Nowa Huta w budowie. Geodeci wytyczyli tereny, na których zbudowano drogi, linie kolejowe, tramwajowe, port rzeczny oraz stopień wodny na Wiśle.
Budowę kombinatu metalurgicznego rozpoczęto 26 kwietnia 1950. W maju 1953 dokonano w zakładach odlewniczych pierwszego wytopu żelaza. Kombinat metalurgiczny 21 stycznia 1954 otrzymał nazwę Huty im Lenina. Za oficjalny dzień otwarcia huty uważa się 22 lipca 1954 r. – wówczas odbył się pierwszy spust surówki z wielkiego pieca nr 1, w tym samym czasie rozpoczęły pracę elektrownia, aglomerownia i koksownia. W 1955 r. otrzymano stal z pierwszego pieca martenowskiego i rozpoczęła pracę walcownia-zgniatacz. Wówczas w skład kombinatu wchodziły: stalownia martenowska, wielkie piece, zakład materiałów ogniotrwałych, siłownia, walcownia blach karoseryjnych, walcownia blach gorących, wydział rur zgrzewanych, ocynkownia, aglomerownia i koksownia.
W latach 70. XX w. uruchomiono stalownię konwertorową i walcownię slabing, w koksowni działało 12 baterii koksowniczych, spiekalnia z dziesięcioma taśmami, pięć wielkich pieców i stalownia martenowska z dziewięcioma piecami. W tym czasie huta zatrudniała prawie 40 tys. osób i produkowała ok. 6,7 mln ton stali rocznie. W 1996 uruchomiono instalację ciągłego odlewania stali oraz trzy stanowiska obróbki pozapiecowej.
Na początku lat dwutysięcznych przygotowano zakład do prywatyzacji. Nabywcą została indyjska grupa kapitałowa LNM, która 27 października 2003 r. podpisała umowę prywatyzacyjną z ministrem skarbu na zakup Polskich Hut Stali (PHS). Następnie w roku 2005 spółka weszła w struktury koncernu ArcelorMittal.
W roku 2010 huta była jedynym w Polsce producentem blachy o grubości poniżej 6 mm. Ma linie elektrolitycznego cynkowania i wytwarza blachy karoseryjne. W 1996 uruchomiono linię ciągłego odlewania stali o wydajności 2 mln ton. Przekształcenia własnościowe po roku 1989 doprowadziły do powstania – z dawnych wydziałów i zakładów – kilkunastu spółek z udziałem huty. Na początku lat 90. zamknięto wydziały uciążliwe dla środowiska, m.in. stalownię martenowską, walcownie: zgniatacz i slabing. Wyburzono trzy wielkie piece.
W 2018 r. przedsiębiorstwo zatrudniało 3500 osób. Działał jeden wielki piec (nr 5), jedna bateria koksownicza, trzy konwertory, linia ciągłego odlewania stali, walcownie: zimna, gorąca i rur zgrzewanych, ocynkownia. Huta produkowała 1,5 miliona ton stali surowej rocznie.
W maju 2019 właściciel huty, spółka ArcelorMittal Poland, podjął decyzję o wygaszeniu wielkiego pieca i stalowni z powodu wysokich cen energii elektrycznej, praw do emisji dwutlenku węgla i światowego spowolnienia na rynku stali. 25 lipca 2019 r. poinformowano o odłożeniu w czasie decyzji dotyczącej wygaszenia pieca.
Ostateczna decyzja zapadła 12 listopada 2019. Wielki piec wygaszono 23 listopada 2019. Prezes ArcelorMittal Polska Geert Verbeeck oznajmił, że jest to tymczasowe wstrzymanie pracy, nie podając przy tym daty ponownego uruchomienia. Pod koniec 2023 r. jedyna bateria koksownicza w Krakowie została zatrzymana w sposób umożliwiający ponowne wznowienie produkcji koksu w razie poprawy warunków  rynkowych, a w lipcu 2024 r. po szczegółowych analizach firma zdecydowała o całkowitym jej wyłączeniu.

## Nazwa
- 1954–1990 – Kombinat Metalurgiczny Huta im. Lenina[9]
- 1990–2004 – Huta im. Tadeusza Sendzimira
- 2004–2005 – ISPAT Polska Stal S.A. Oddział Kraków
- 2005–2007 – Mittal Steel Poland S.A. Oddział Kraków
- od 2007 – ArcelorMittal Poland S.A. Oddział w Krakowie

## Galeria

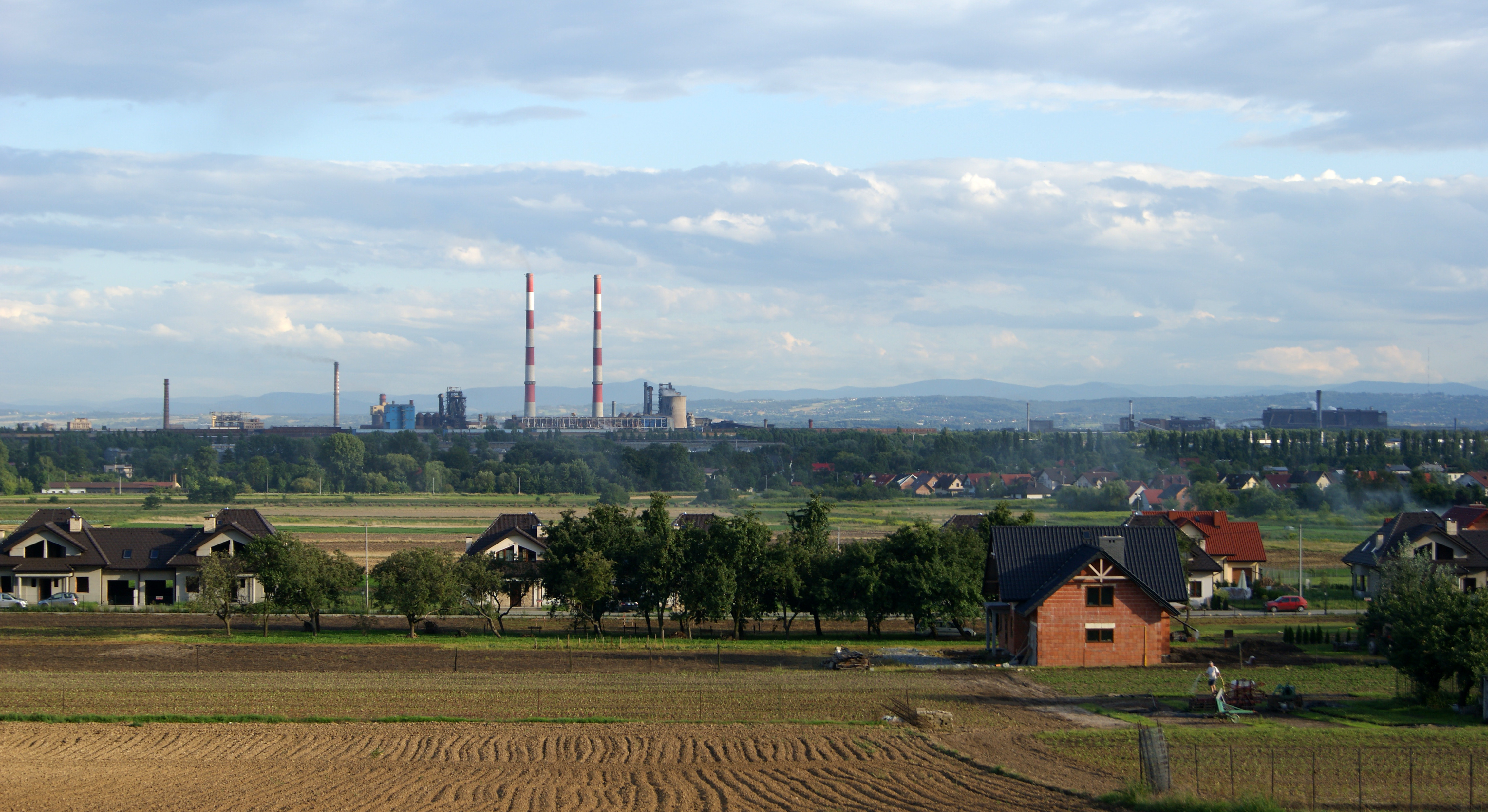
Widok z północy. Na wprost – wielkie piece, nr 3 i nr 5.
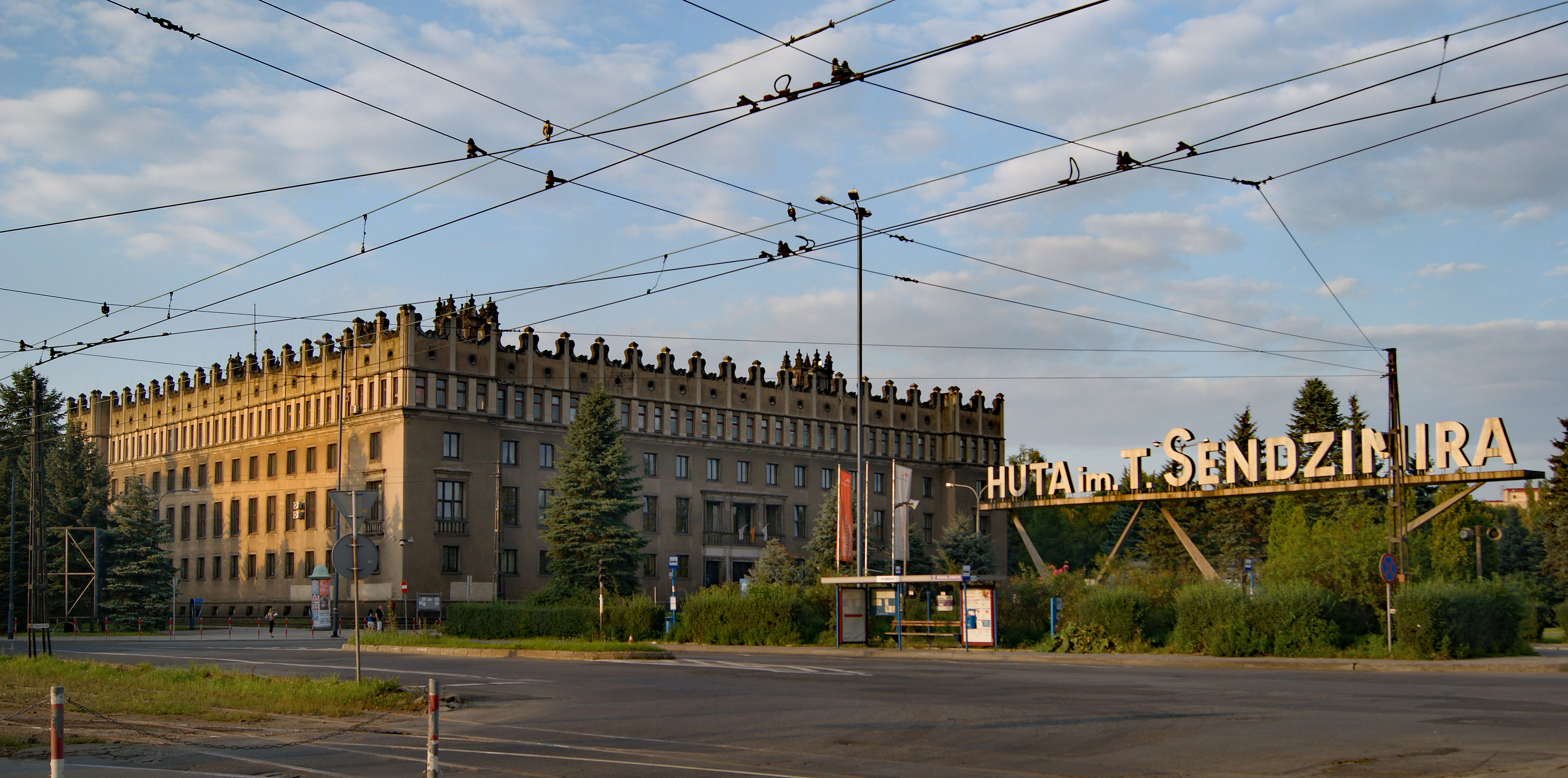
Dawne Centrum Administracyjne HTS-budynek Z. Dawniej siedziba dyrekcji ArcelorMittal. Obecnie budynek opuszczony.
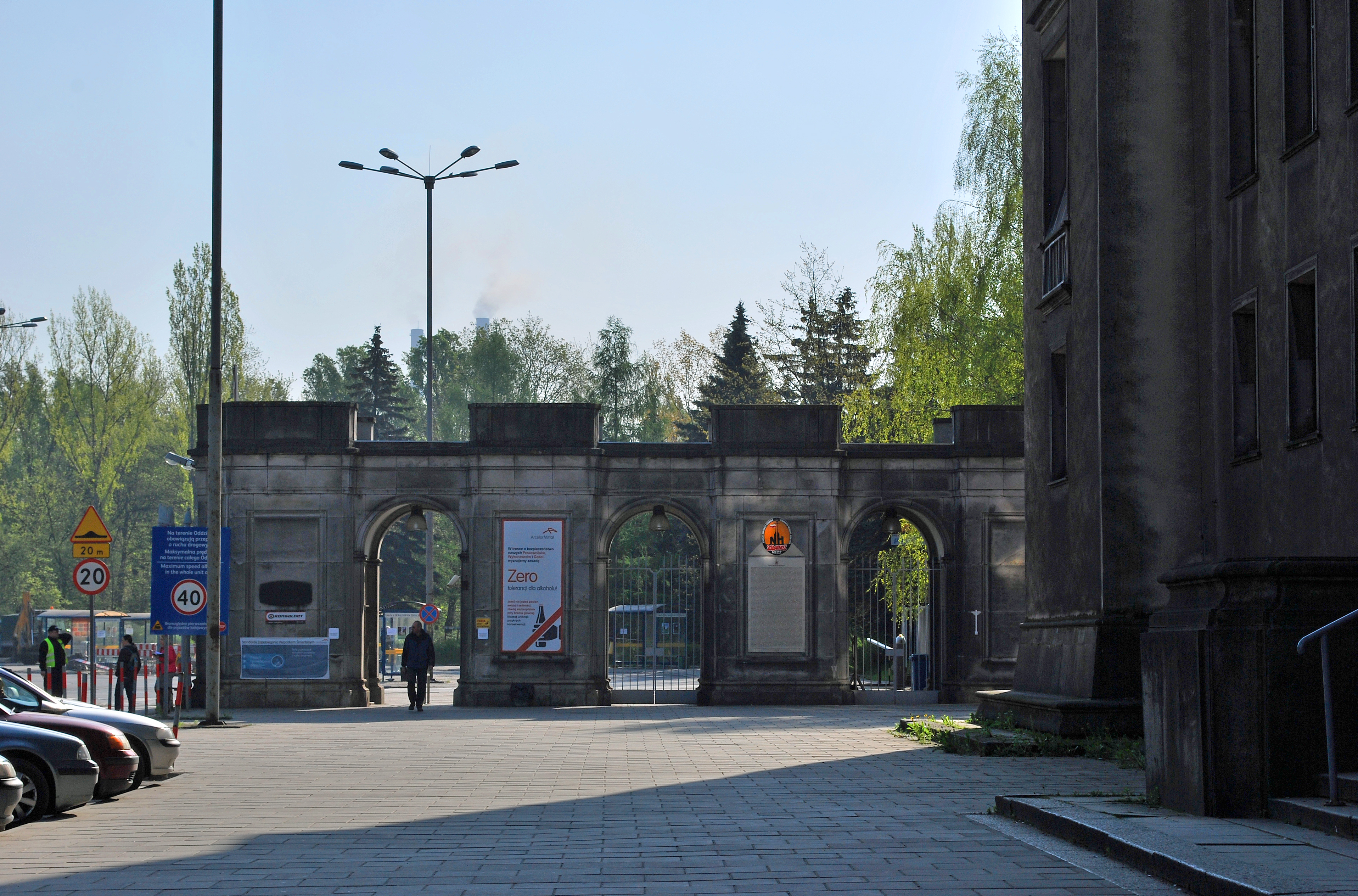
Brama nr 1, obok budynku S.
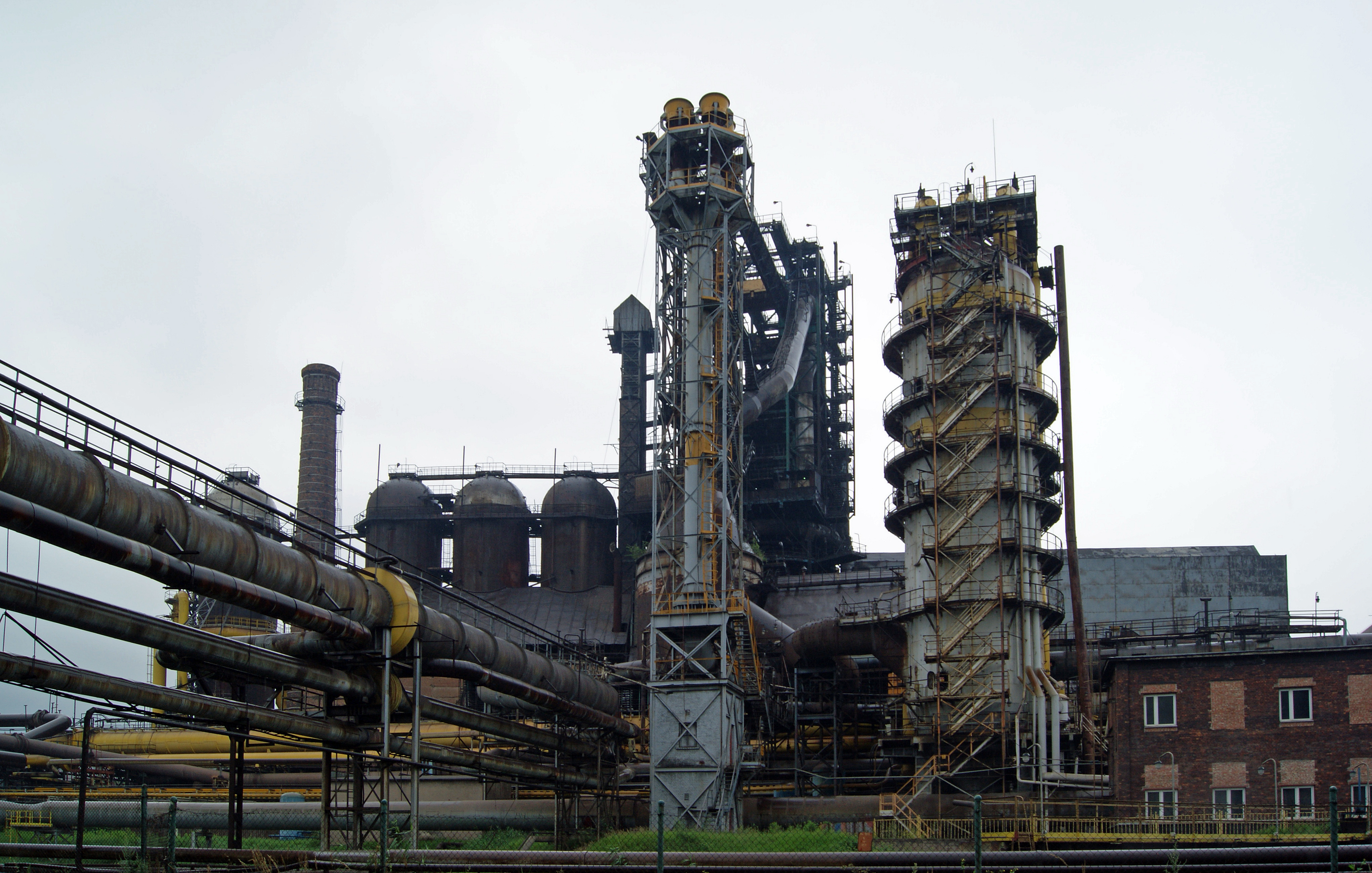
Wielki piec nr 3.
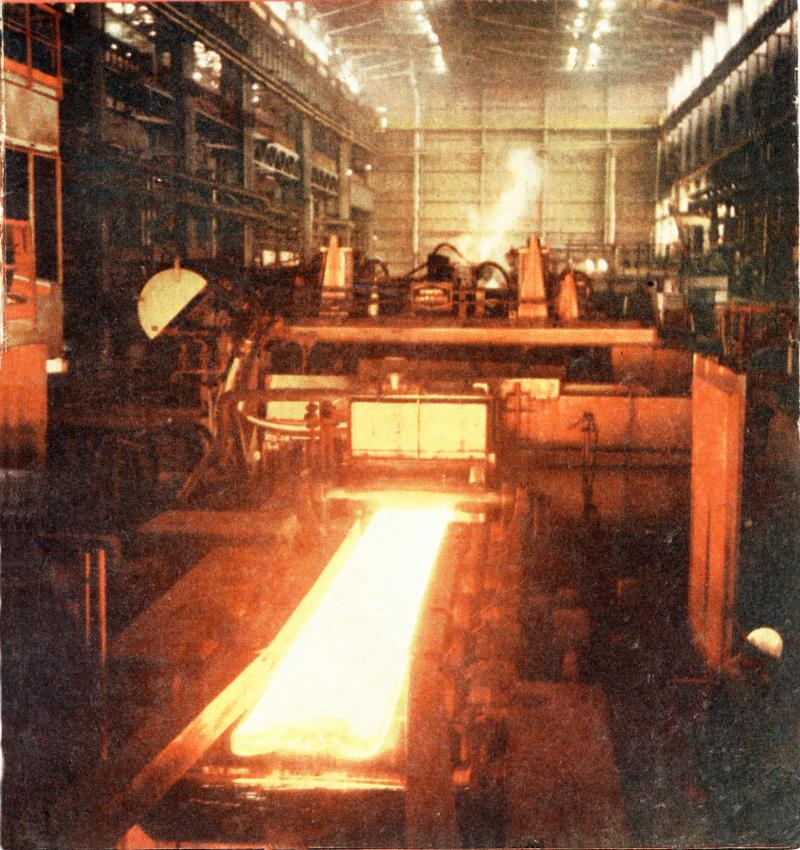
Walcownia